# Artur Kuciapski
Artur Kuciapski (né le 26 décembre 1993) est un athlète polonais, spécialiste du 800 mètres.

## Biographie
Son record personnel de 1 min 44 s 89 lui permet d'obtenir la médaille d'argent lors des Championnats d'Europe 2014 à Zurich.

## Palmarès
| Date | Compétition                   | Lieu    | Résultat | Temps         |
| ---- | ----------------------------- | ------- | -------- | ------------- |
| 2014 | Championnats d'Europe         | Zurich  | 2e       | 1 min 44 s 89 |
| 2015 | Championnats d'Europe espoirs | Tallinn | 1er      | 1 min 48 s 11 |
| 2017 | Relais mondiaux de l'IAAF     | Nassau  | 3e       | 7 min 18 s 74 |
| 2017 | Universiade                   | Taipei  | 5e       | 1 min 47 s 69 |

## Records
| Épreuve    | Épreuve      | Temps         | Lieu   | Date            |
| ---------- | ------------ | ------------- | ------ | --------------- |
| 800 mètres | En plein air | 1 min 44 s 89 | Zurich | 15 août 2014    |
| 800 mètres | En salle     | 1 min 48 s 19 | Sopot  | 23 février 2014 |